# 長島 (鹿児島県)
長島（ながしま）は、天草諸島のうち諸浦島、伊唐島、獅子島などとともに長島列島を構成する島の一つ（同列島の主島）。南北約15キロメートル、東西約11キロメートル、面積90.79平方キロメートル。全域が鹿児島県長島町に属する。地元では長島本島あるいは本島とも呼ばれる。

## 地理
島の西岸は東シナ海、北岸および東岸は八代海に囲まれている。南端部は幅約300メートルの黒之瀬戸で九州と隔てられており、対岸の梶折鼻（阿久根市）との間は黒之瀬戸大橋で結ばれている。北西に長島海峡を隔てて天草下島を望み、島内の蔵之元港から天草市の牛深港まで三和商船のフェリーによって結ばれている。北東に乳之瀬戸を隔てて諸浦島と、伊唐瀬戸を隔てて伊唐島とそれぞれ隣接しており、長島と諸浦島の間は乳の瀬橋で、長島と伊唐島の間は伊唐大橋で結ばれている。長島の西海岸沿いを国道389号が、東部を県道47号が縦断する。
島内の大部分は丘陵地形であり平地は少なく耕地面積は全島の20パーセント程度である。暖流に洗われる温暖な気候であり、北東部海岸沿いの北方崎にはヘゴ自生地があり鹿児島県の天然記念物に指定されている。また、古くから柑橘類の栽培が盛んであり、日本で最初にウンシュウミカンが栽培された場所として知られている。島の北西部はリアス式海岸で多くの入り江があり漁港として利用されてきた。

### 山岳
- 大中岳（標高403メートル、最高峰）
- 矢岳（標高402メートル）
- 行人岳（標高393メートル）

## 歴史
長島は古くは仲島あるいは大仲島と呼ばれていた。4世紀頃には当時有明海から八代海にかけて勢力を保っていた肥君（火の君）一族の勢力下にあり、天草諸島の島々とともに天草国（後の肥後国天草郡）の一部となっていた。778年（宝亀9年）11月13日に遣唐使の船が漂着し、このことに因んだ唐隈という地名が残されている。鎌倉時代に島の名前をもとに長島氏を名乗り海の豪族として領有し戦国時代には相良氏の勢力下にあったが、1565年（永禄8年）から1581年（天正9年）にかけて起こされた幾度かの侵攻を受けて居城の堂崎城が落城、島津氏の勢力下に加えられた。この時に肥後国から薩摩国に属することとなった。江戸時代には大嶽野牧場苑や国見野牧場苑などの牧場があり馬の放牧が盛んであった。1889年（明治22年）の町村制施行に伴って東長島村（後の東町）と西長島村（後の長島町）に分割されたが2006年（平成18年）に長島町へ統合されている。

## 地質
長島の地質は天草諸島にも見られる白亜紀後期から古第三紀にかけての地層群が基盤となっており、この上に鮮新世に活動した肥薩火山群の火山噴出物が積み重なっている。火山噴出物は島の大部分を覆っており基盤地層が地表に露出しているのは北端部海岸沿いのみである。火山噴出物の下層は凝灰岩、上層は安山岩または輝石安山岩から成っており、侵食が進んでいるため火山の原形を留めていない。長島北部には北東-南西方向に長島断層と呼ばれる断層群が走っており、断層に沿って島全体が隆起し侵食された後に沈降したことでリアス式海岸が形成された。